# Glenn Medeiros (álbum)
Glenn Medeiros é o álbum de estreia do cantor de música pop Glenn Medeiros. O álbum foi lançado em 1987 pela Amherst Records.

## Faixas
1. "Nothing's Gonna Change My Love for You" (Gerry Goffin, Michael Masser) 3:52
2. "Lonely Won't Leave Me Alone" (David Foster, Jermaine Jackson, Tom Keane, Kathy Wakefield) 4:26
3. "The Wings of My Heart" (Keith Diamond, James Ingram) 3:31
4. "A Stranger Tonight" (Marti Sharron, Chuck Wild) 4:46
5. "Watching Over You" (Paul Howard Gordon) 4:11
6. "What's It Gonna Take" (Johnny Elkins, Mike Greene) 3:33
7. "A Fool's Affair" (Richard Kerr, Troy Seals) 3:48
8. "You Left the Loneliest Heart" (Michael Jeffries, Jay Logan) 3:55
9. "Knocking at Your Door" (Charlie Singleton) 4:01

## Posições nas paradas musicais
| Parada musical (1987)              | Melhor posição |
| ---------------------------------- | -------------- |
| Canadá - Canada RPM Top 100 Albums | 43             |
| Estados Unidos - Billboard 200     | 82             |
| Noruega - VG-lista                 | 5              |
| Países Baixos - MegaCharts         | 23             |
| Suécia - Sverigetopplistan         | 35             |